# Skalarfelt
Et skalarfelt dækker i matematikken og fysikken, lidt forenklet sagt, over en funktion af flere variable, der returnerer een og kun een værdi – også kaldet en skalar.
En mere matematisk korrekt beskrivelse er: Et skalarfelt knytter en skalar til ethvert punkt i et Euklidisk rum. Skalaren kan være et reelt- eller et komplekst tal.
Et krav til skalarfelter er at de skal være uafhængige af valg af koordinatsystem. Skalarfelter er sammen med vektorfelter en af grundbyggestenene i den matematiske gren der kaldes vektoranalyse.
Eksempler på skalarfelter i fysikken er fordelingsfunktioner for: Lufttryk, temperatur og masse.

## Definition
Et skalarfelt knytter en skalar {\displaystyle f(P)} til et punkt {\displaystyle P} i rummet {\displaystyle \mathbb {R} ^{n}} eller en delmængde heraf, via skalarfunktionen {\displaystyle f}.
{\displaystyle P\in \mathbb {R} ^{n}}
{\displaystyle f:\ \mathbb {R} ^{n}\rightarrow \mathbb {R} }
{\displaystyle P\mapsto f(P)}
for n=3:
{\displaystyle P=(x,y,z)}
{\displaystyle f:\ \mathbb {R} ^{3}\rightarrow \mathbb {R} }
{\displaystyle P\mapsto f(P)=f(x,y,z)}

### Differentiering
At differentiere et skalarfelt er det samme som at finde gradienten. Resultatet er et vektorfelt.

### Potentialfelter
I fysik, beskriver skalarfelter ofte den potentielle energi associeret med en kraft, og kaldes derfor også for potentialfelter. Kraften beskrives med et vektorfelt der fremkommer ved gradienten til den potentielle energi/potentialfeltet.